# Audrey Leprince
Audrey Leprince est une développeuse et productrice française de jeux vidéo. Elle est cofondatrice du studio The Game Bakers.
Leprince défend la place des femmes et des minorités dans l’industrie du jeu vidéo, et cofonde en 2017 Women in Games France puis WINGS Interactive en 2018.

## Carrière
Leprince commence sa carrière en tant que game designer chez Quantic Dream (notamment sur le jeu The Nomad Soul) puis productrice pour Ubisoft à Shanghai (notamment sur Tom Clancy's EndWar et Brothers in Arms: Road to Hill 30). En 2010, elle quitte Ubisoft, et cofonde avec Emeric Thoa le studio indépendant The Game Bakers, (studio ayant créé le jeu Furi en 2016 et Haven en 2020).
Au sein du studio, elle est chargée de la production exécutive, de la codirection créative et est plus ou moins impliquée dans la direction narrative des jeux. Elle est également chargée de l'édition des jeux et manager du studio.

## Engagements
En 2017, elle cofonde avec Julie Chalmette l’association Women in Games France, dont elle est présidente,. L’association a pour but de promouvoir la mixité dans l’industrie du jeu vidéo français et d’encourager les femmes à rejoindre l’industrie, par la formation, la sensibilisation, l’éducation et l’entraide.
Elle fonde également en 2019 WINGS interactive, micro-fonds international dédié au financement des jeux créés par des femmes et des minorités de genre. Elle y occupe la place de directrice, et dirige les opérations et établit des liens avec les développeurs.
Elle est également membre du bureau du Syndicat national du jeu vidéo, élue en 2020 pour un mandat de deux ans.

## Récompenses
- Elle reçoit en 2020 le « Women in Games Hall of Fame Awards »[7]
- En 2020, elle est nommée par l'association Femmes de Culture parmi les 100 femmes de culture de l'année 2020[8].
- 2022 :  Chevalier de l'ordre des Arts et des Lettres[9]